# Musée du CPAS de Bruxelles
Le musée du CPAS de Bruxelles est un musée consacré au patrimoine et à l’histoire de l’assistance sociale à Bruxelles du Moyen Âge jusqu’à nos jours. 
Outre les collections artistiques du CPAS, il abrite également les archives des institutions hospitalières et de bienfaisance d’Ancien Régime, ainsi que celles de l’assistance publique depuis sa mise en place au début de la période française.
Créé en 1927 à l’initiative de Paul Bonenfant, il se trouve depuis 1935 au siège central du CPAS, dans le quartier des Marolles.